# هواهتا
هواهتا (به لاتین: Hewaheta) یک منطقهٔ مسکونی در سری‌لانکا است که در استان مرکزی (سری‌لانکا) واقع شده‌است.